# The Magic Portal
The Magic Portal è un cortometraggio in stop-motion della durata di 16 minuti, realizzato nel 1985 dal regista australiano Lindsay Fleay.

## Storia
Il progetto ha inizio nel 1985, nel momento in cui, presso la Curtin University, si laurea l'australiano Lindsay Fleay. Il regista, ottiene finanziamenti pubblici per il progetto, mentre la sua ex-università, gli presta le apparecchiature e alcune parti dei mattoncini LEGO.
La pellicola venne trasmessa sei volte alla SBS e una volta nell'Eat Carpet. Non venne mai trasmesso nei festival di cortometraggi e nelle sale cinematografiche a causa di dispute legali con la LEGO, la ditta che produce i mattoncini.

## Trama
Il film inizia con la comparsa di una navicella spaziale volare nello spazio. "L" è un membro dell'equipaggio, cacciato dal suo Capitano, poiché aveva chiesto un aumento di paga.
Si ritrova pensieroso a camminare per i corridoi della nave, quando scopre un portale magico lampeggiante e policromo. L entra nel portale e viene trasportato in un seducente "mondo di corridoi".
Contemporaneamente appaiono alcune creature assemblate con i mattoncini della LEGO che, di loro iniziativa, gli costruiscono una piccola macchina per guidarlo tra i corridoi, ma le creature lo lasciano e attraversano il portale giungendo sulla navicella spaziale. Nel frattempo L, che si trova nel "mondo di corridoi", incontra un mostro a due "benne" che lo insegue attraverso i vari condotti, gli anditi e le strettoie.
Ad un certo punto la macchina di L si rompe: la sua minicar viene distrutta da un treno, e per poco non viene mangiato da un mostro che finisce nel mondo reale, mentre insegue uno pneumatico che si era staccato della vettura di L, da lui divorata.
L, utilizzando lo stesso portale, invece di finire nel mondo reale, ritorna sulla navicella spaziale e riferisce l'accaduto a Capitan Paranoia, ma né lui né il suo compagno di bordo P, gli credono. Tuttavia, capitan Paranoia, attirato dalle creature arrivate sulla nave, trova un altro portale, che lo conduce in un mondo completamente bianco, dove una creatura di "plastilina" lo prende in giro, facendolo arrabbiare.
Il Capitano estrae la sua pistola e spara alla creatura di "plastilina", ma questa si trasforma prima in un cannone, poi in un gabinetto, infine espelle il Capitano, "sciacquonandolo" dal mondo di colore bianco. La creatura di "plastilina" poi risale attraverso il portale dove capitan Paranoia è entrato.
Il capitano poi trova la via del ritorno alla nave e riferisce sia ad L che a P sull'accaduto. L, P, il capitano Paranoia e la creatura di plastilina passano attraverso il Portale, ritornano al mondo reale, ma scoprono che non sono soli: infatti vengono attaccati dai Daleks, che in pratica sono delle "bombolette". I quattro sfuggono dai Daleks, rifugiandosi dentro a una specie di scarpa-macchina. Come se non bastasse, improvvisamente compare un mostro a due teste.
Dopo un rocambolesco inseguimento, il mostro distrugge il set del regista del film, Lindsay Fleay e fa cadere una telecamera. Linsday si incavola ma ricostruisce il tutto e si ritrova quindi nel momento in cui viene scacciato dal Capitan Paranoia dalla sua cabina, ma stavolta non entra nella stanza dove stava il portale. Il film si conclude con lo schermo che entra nel portale.

## Produzione
Le riprese sono durate ben 9-12 mesi, mentre per il missaggio e l'audio editing ci sono voluti due anni e mezzo.
Per ottenere i pezzi di LEGO necessari, il regista li ha chiesti in prestito dalle famiglie della zona, ma i personaggi li ha creati lui stesso, utilizzando pezzi di LEGO regolarmente acquistati in un negozio.
Per ogni personaggio erano state "confezionate" ben 12 facce, ognuna con una espressione diversa. Questa scelta era dovuta al fatto che gli omini LEGO a quei tempi, possedevano solo una espressione, e, secondo lo stesso Fleay "questo toglieva loro la capacità di esprimere emozioni". Le riprese vennero effettuate nella Curtin University, altre scene invece vennero girate in casa di Fleay, mentre alcune, come quelle dell'astronave e del mondo bianco, sono state girate nel garage di Linsday.
A lungo si discusse su quali attrezzi fare affidamento per le riprese e alla fine furono:
- Una fotocamera 8 millimetri
- una Super 8 millimetri
- una Kodak (quella che viene distrutta dal mostro)

Il budget del Brickfilm fu di 11.649,50 $.

## Dopo The Magic Portal
Dopo The Magic Portal, l'attenzione per i brickfilm iniziò ad aumentare, ma tra il 1989 (data di uscita del cortometraggio) e il 2000, i brickfilm creati non furono più di un migliaio in tutto il mondo, questo perché le macchine fotografiche costavano molto e non c'era ancora un portale di distribuzione come YouTube.
La LEGO realizzò alcuni Brickfilm incentrati sullo sport, ma tranne per la televisione danese non ci fu una grande espansione del genere. Il fenomeno esplose quando nacque Youtube: vennero prodotti ben 200.000 brickfilm e da allora il fenomeno si allargato fino a raggiungere altissimi livelli di creatività.

### The Magic Portalin Internet
Già negli anni novanta su Internet qualcuno aveva già messo il cortometraggio, ma nel 2004 Linsday Fleay autorizzò a mettere il cortometraggio su YouTube. Oggi il video è uno dei brickfilm più visti nel web con più di 700.000 visualizzazioni, un rinnovato successo dovuto alla creatività e all'inventiva dello stesso Fleay.